# 萨尔瓦托雷·阿卡多
薩爾瓦托雷·阿卡多，OMRI（義大利語：Ordine al merito della Repubblica italiana，義大利語發音：[salvaˈtoːre akˈkardo]；1941年9月26日—），意大利小提琴家、作曲家，以其帕格尼尼作品詮釋而聞名。
阿卡多幼時的學習經歷不詳，僅知五〇年代他曾在那不勒斯地區的學校習琴。13歲時，他已能公開演奏帕格尼尼的廿四首隨想曲（Capricci）作品。1958年，阿卡多贏得热那亚帕格尼尼小提琴大賽首獎。七〇年代，任羅馬音樂家合奏團的首席小提琴。1971年，他於克雷莫納創辦了弦樂音樂節。1973年，返回母校奇吉亞納音樂學院任教，迄1980年止。
阿卡多於1992年創建了以自己為名的弦樂四重奏團體。2004年起，他二次重返西恩納擔任教職。

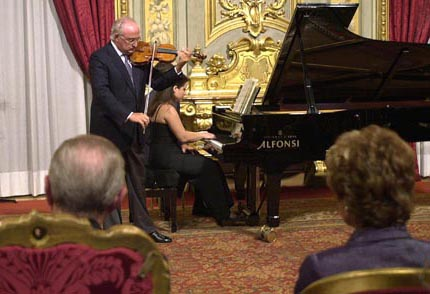
阿卡多於羅馬，攝於2000年9月21日

## 獲獎與榮譽
- 帕格尼尼小提琴大賽首獎，1958年
- 義大利大軍官勳章（義大利語：Ordine al merito della Repubblica italiana），1965年6月[1]
- 義大利騎士大十字勳章（義大利語：Ordine al merito della Repubblica italiana），1982年10月[2]
- 摩納哥文化勳章（義大利語：Ordine al merito culturale (Monaco)），1999年11月[3]
- 倫敦皇家音樂學院榮譽會員

## 作品節選
阿卡多精於演奏帕格尼尼、巴赫與韋瓦第作品，是首位錄製帕格尼尼全本小提琴協奏曲的小提琴家。此外，他亦錄製了帕格尼尼廿四首隨想曲作品。阿卡多在Philips、DG、EMI、Sony等廠牌所發行的錄音超過50張之多。他的錄音包括：
- Dutoit, Charles.  (CD). Deutsche Grammophon. Barcode 028944985825.

## 軼事
- 阿卡多持有兩把斯特拉迪瓦里琴：「哈特」（Hart，此前曾由齊諾·弗朗切斯卡悌持有），以及「火鳥」（Firebird）。

## 外部連結
- 生平歷略
- SonyBMG Masterworks的發片紀錄
- 萨尔瓦托雷·阿卡多的Discogs页面（英文）